# هربرت آستین، بارون آستین
هربرت آستین، بارون آستین (به انگلیسی: Herbert Austin, Baron Austin) (زاده ۸ نوامبر ۱۸۶۶ - درگذشته ۲۳ مه ۱۹۴۱) کارآفرین، صنعتگر و مهندس بریتانیایی بود، که در سال ۱۹۰۵ شرکت آستین موتور را تأسیس کرد.